# John Lynch (Politiker, 1825)

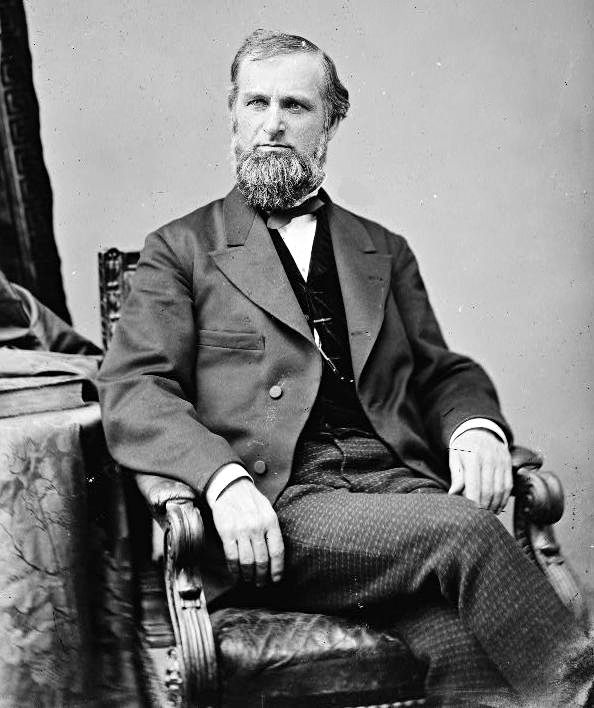
John Lynch

John Lynch (* 18. Februar 1825 in Portland, Maine; † 21. Juli 1892 ebenda) war ein US-amerikanischer Politiker. Zwischen 1865 und 1873 vertrat er den Bundesstaat Maine  im US-Repräsentantenhaus.

## Werdegang
John Lynch besuchte die öffentlichen Schulen seiner Heimat. Im Jahr 1842 absolvierte er die Portland High School. Danach wurde er im Handel und später im Zeitungsgeschäft tätig. 1862 wurde er Manager der Zeitung „Portland Daily Press“.  Politisch war er Mitglied der Republikanischen Partei. Zwischen 1862 und 1864 saß er als Abgeordneter im Repräsentantenhaus von Maine.
1864 wurde Lynch im ersten Wahlbezirk von Maine in das US-Repräsentantenhaus in Washington, D.C. gewählt. Dort trat er am 4. März 1865 die Nachfolge von Lorenzo De Medici Sweat an, den er bei der Wahl geschlagen hatte. Nach drei Wiederwahlen konnte Lynch bis zum 3. März 1873 vier zusammenhängende Legislaturperioden im  Kongress absolvieren. Diese Zeit war von den Folgen des Bürgerkrieges bestimmt. Damals wurden den der 13., der 14. und der 15. Verfassungszusatz beraten und verabschiedet. Im März 1867 wurde der Staat Nebraska in die Union aufgenommen und im Kongress vertreten. Während seiner Zeit im Kongress war Lynch zwischen 1869 und 1871 Vorsitzender des Ausschusses zur Kontrolle der Ausgaben des Marineministeriums. Von 1871 bis 1873 war er auch Mitglied im Ausschuss zur Kontrolle der Ausgaben des Finanzministeriums.
Nach dem Ende seiner Zeit im Repräsentantenhaus blieb Lynch in Washington. Dort gründete er im Jahr 1877 die Zeitung „Washington Daily Union“. Außerdem stellte er Ziegelsteine und Abflussrohre her. John Lynch starb während eines Besuchs in seiner Heimatstadt Portland.